# Межники (Ленинградская область)
Межники́ (ижор. Rajo) — деревня в Усть-Лужском сельском поселении Кингисеппского района Ленинградской области.

## История
В конце XIX века — начале XX века пустошь Межник административно относилась к Наровской волости 2-го стана Ямбургского уезда Санкт-Петербургской губернии.
По данным «Памятной книжки Санкт-Петербургской губернии» за 1905 год деревни Межники не существовало, но была пустошь Межник или Нижняя Галика площадью 231 десятина, принадлежавшая «Кракольскому Товариществу», состоящему из 31 домохозяйства. 
Деревня Межники была основана выходцами из деревни Краколье.
С 1917 по 1927 год деревня Межняки входила в состав Кракольского сельсовета Нарвской волости Кингисеппского уезда.
Согласно данным переписи населения СССР 1926 года в деревне Межники 1-е проживали 63 человека — все ижоры; в посёлке Межники 2-е проживали 29 человек — большинство ижоры, а также эстонцы; на хуторах Межники 3-е проживали 44 человека — все водь.
С 1927 года в составе Котельского района.

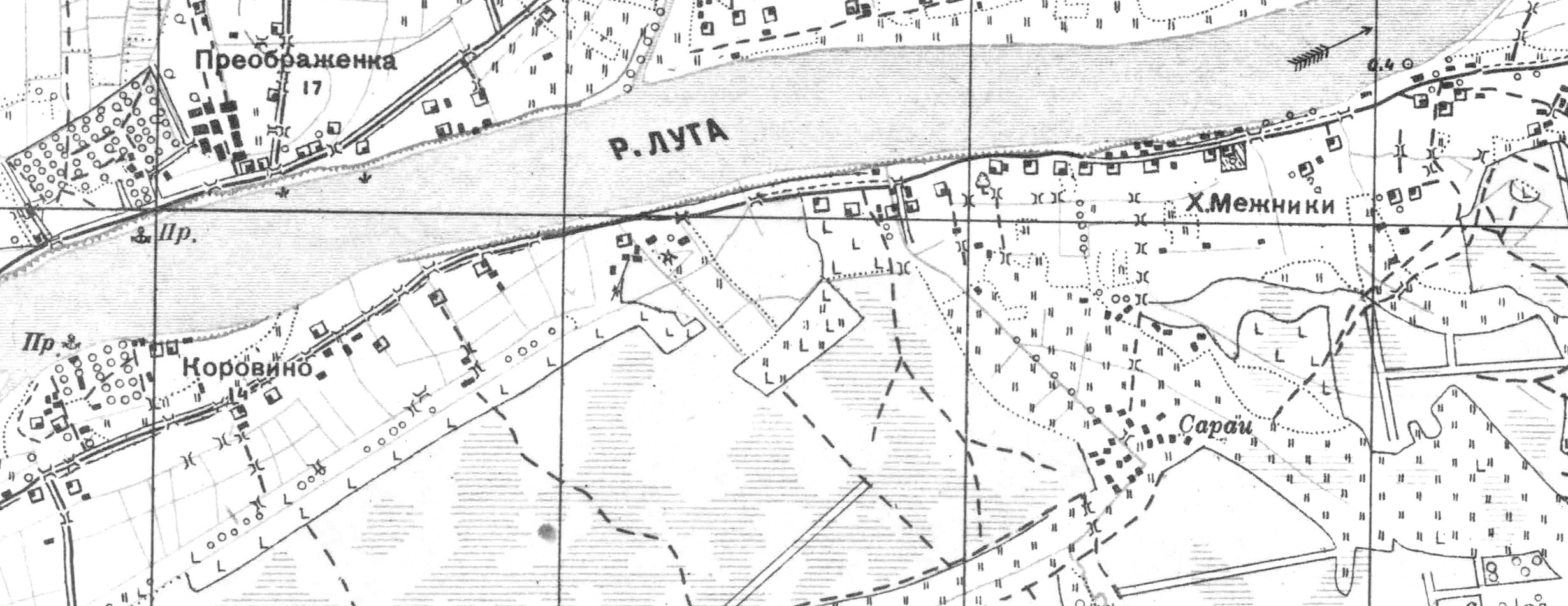
План деревни Межники. 1930 год

Согласно топографической карте 1930 года Межники учитывались, как хутор.
С 1931 года в составе Кингисеппского района.
По данным 1933 года деревня называлась Межняки и входила в состав Кракольского сельсовета Кингисеппского района. Деревня состояла из трёх частей: Межняки I, Межняки II и Межняки III.
Деревня была освобождена от немецко-фашистских оккупантов 2 февраля 1944 года.
В 1958 году население деревни Межняки составляло 186 человек.
По данным 1966 и 1973 годов деревня называлась Межники и находилась в составе Кракольского сельсовета.
По данным 1990 года деревня Межники входила в состав Усть-Лужского сельсовета Кингисеппского района.
В 1997 году в деревне проживали 33 человека, в 2002 году — 27 человек (русские — 93 %), в 2007 году — 39.

## География
Деревня Межники находится в северо-западной части района на автодороге 41К-109 (Лужицы — Первое Мая).
Расстояние до административного центра поселения — 5 км.
Расстояние до ближайшей железнодорожной станции Усть-Луга — 5 км.
Ближайшие населённые пункты: посёлок Преображенка, деревня Кирьямо и деревня Выбье.

## Демография
| 2007 | 2010 | 2017 |
| ---- | ---- | ---- |
| 39   | ↗48  | ↘31  |

### Национальный состав
Согласно данным Всероссийской переписи населения 2021 года в деревне проживали 35 человек, из них:
 русские — 27, другие национальности — 5 человек, остальные национальность не указали.

## Достопримечательности
- Усадьба Биппенов «Коровино»